# Karl Meyer (biochimiste)
Pour les articles homonymes, voir Karl Meyer et Meyer.
Karl Meyer (4 septembre 1899 - 18 mai 1990) est un biochimiste allemand. Il travaille sur le tissu conjonctif et détermine les propriétés de l'hyaluronane dans les années 1930 ,.

## Biographie
Il est né le 4 septembre 1899 à Kerpen, en Allemagne. Meyer étudie la médecine et obtient son doctorat de l'Université de Cologne en 1924. Il part à Berlin et obtient un doctorat en chimie de la Kaiser Wilhelm Society en 1927. En 1930, Herbert Evans invite Meyer à travailler comme professeur adjoint à l'Université de Californie à Berkeley. Il part ensuite à New York et travaille à l'Université Columbia pour faire des recherches sur l'Acide hyaluronique.
Résident de Teaneck, New Jersey, Meyer est décédé à l'âge de 90 ans le 18 mai 1990 dans une maison de retraite à proximité de Cresskill .
En 1956, il reçoit le Prix Albert-Lasker pour la recherche médicale fondamentale et en 1965, il devient membre de l'Académie américaine des arts et des sciences 
et en 1967 il est membre de l'Académie nationale des sciences .
La Society for Complex Carbohydrates (aujourd'hui Society for Glycobiology ) décerne le prix Karl Meyer depuis 1991.